# Marcos 14

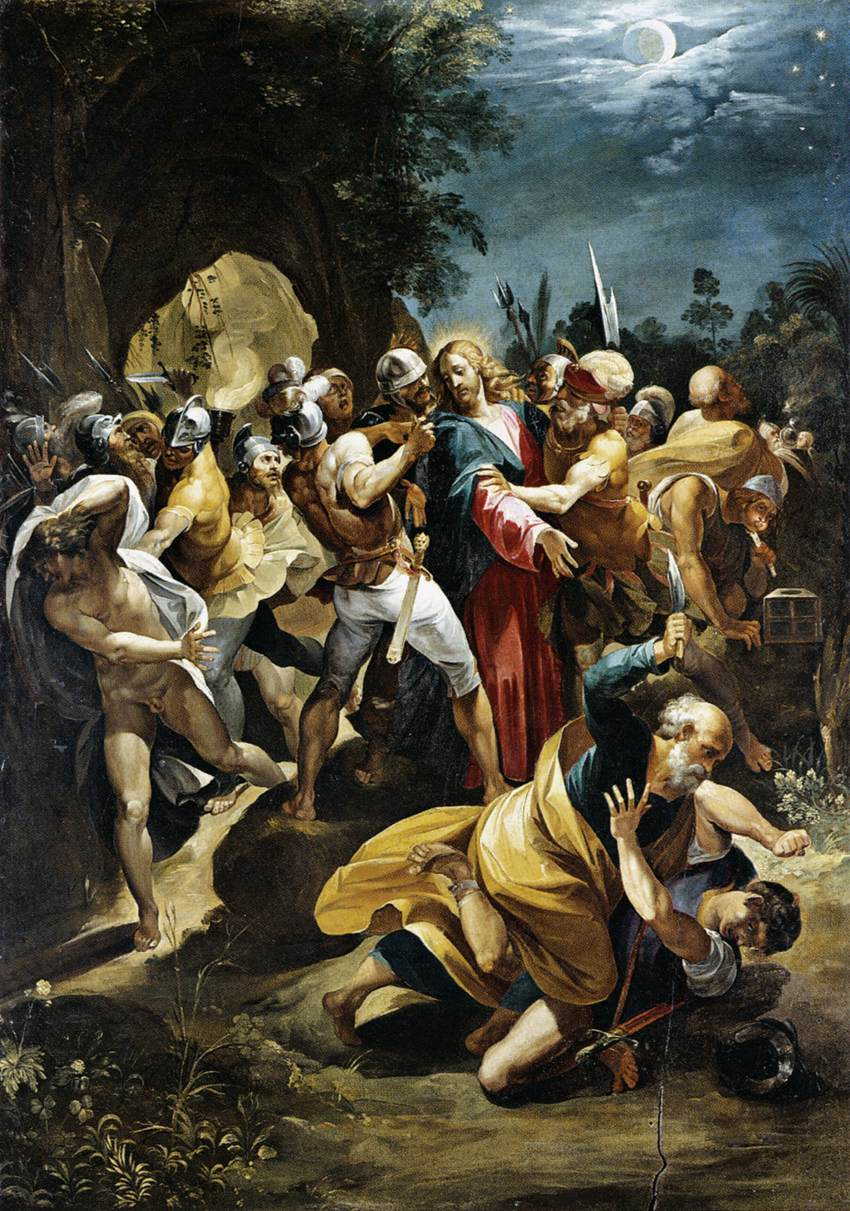
Prisão de Jesus, um dos eventos de Marcos 14.
1597. Por Cavaliere d'Arpino, atualmente no Museumslandschaft Hessen Kassel em Hessel, Alemanha.

Marcos 14 é o décimo-quarto capítulo do Evangelho de Marcos no Novo Testamento da Bíblia. Ele contém a unção de Jesus, a Última Ceia, Jesus profetizando que seria traído e de que Pedro o negaria por três vezes. Inicia-se então o relato da Paixão em Marcos, com os episódios da agonia no Getsêmani, a traição de Judas e a prisão de Jesus, seguidos do julgamento no Sinédrio, quando Pedro efetivamente nega conhecer Jesus.

## Unção de Jesus
Marcos inicia este capítulo afirmando que faltavam apenas dois dias para a Páscoa judaica. Segundo ele, Jesus estava em Betânia na casa de Simão, o Leproso, que até então não havia sido citado. A relação entre os dois não é explorada, mas é claro que são amigos, pois a visita parece ser um encontro social. Marcos também afirma que os sumo sacerdotes procuravam prender Jesus "traiçoeiramente", mas que estavam determinados a não fazê-lo durante o festival da Páscoa, pois tinham medo de uma revolta popular. Mas seria exatamente neste dia que acabariam por prendê-lo.
Uma mulher de nome desconhecido, que tinha em mãos um jarro de um perfume "preciosíssimo", se aproxima, quebra o jarro e derrama o perfume na cabeça de Jesus. Alguns dos presentes, também não identificados, ficam furiosos com este aparente desperdício — o perfume valia 300 denários, que poderiam ser doados aos pobres — e ralham com a mulher. Jesus, porém, repreende os críticos: «Deixai-a; por que a molestais? Ela me fez uma boa obra. Pois os pobres sempre os tendes convosco e, quando quiserdes, podeis fazer-lhes bem; mas a mim nem sempre me tendes. Ela fez o que pode; ungiu o meu corpo antecipadamente para a sepultura. Em verdade vos digo que onde quer que for pregado em todo o mundo o Evangelho, será também contado para memória sua o que ela fez» (Marcos 14:6–9).
Este episódio marca o início da seção final de Marcos, que provavelmente terminava em Mateus 16:8 (vide Mateus 16) no episódio no qual as duas Marias foram até o túmulo de Jesus para ungir seu corpo e descobrem que ele ressuscitou dos mortos. 
Jesus novamente profetiza sua morte e esta é a última unção que receberá, vivo, morto ou ressuscitado. Marcos afirma em Marcos 1:1 que seu livro é a "As Boas Novas [euangelión] de Jesus, o ungido [christós]". A mulher compreende a importância de Jesus melhor do que os que o acompanhavam na ocasião e, na narrativa de Marcos, seu ato é o sinal para o leitor de que, como Jesus está sendo ungido "para a sepultura", o complô contra sua vida terá sucesso.
Em seguida, Marcos conta que Judas deixa os discípulos e vai até os sacerdotes para entregá-lo. Estes ficam tão agradecidos que pagam Judas pelo serviço, mas Marcos não informa a quantia, mas, em Mateus 26 (Mateus 26:15), aparece a quantia de trinta moedas de prata. Depois disso, Marcos diz que Judas passou a esperar pelo melhor momento para trair Jesus.
De acordo com João 12 (João 12:1–11), os pés de Jesus foram ungidos por uma Maria no sábado anterior à Entrada triunfal de Jesus em Jerusalém e que foi Judas quem se irritou com a mulher que usou o precioso perfume, acusando-a de estar roubando do dinheiro destinado aos pobres. A Igreja Católica mantém que o incidente de fato ocorreu no sábado, como relata João, mas na casa de Simão, o Leproso. Apesar de Marcos não relatar os motivos de Judas, o fato de ele ter tomado a decisão logo depois da unção pode ser um sinal de uma relação de causa e efeito.
De acordo com Lucas 22 (Lucas 22:1–6), Satã se apossou de Judas e o obrigou a trair Jesus, um relato parecido com o de João. Lucas não relata uma unção em Betânia, mas afirma, em Lucas 7 (Lucas 7:38), que uma "pecadora" unge os pés de Jesus durante um jantar com um fariseu.

## Última Ceia
No dia seguinte — tradicionalmente a Quinta-Feira Santa — os discípulos de Jesus perguntam se ele irá participar da ceia da Páscoa, uma celebração do dia que Deus poupou as moradias dos israelitas quando eles ainda eram escravos no Egito e levou os primogênitos de todos os egípcios, uma das dez pragas narradas em Êxodo 12 (Êxodo 12:29). Esta festa é celebrada juntamente com a Festival dos Pães Ázimos.
Marcos afirma que era o primeiro dia do festival, no qual se sacrificavam os cordeiros pascais, o décimo-quarto dia do mês hebraico de Nisan, o que nos permite datar a morte de Jesus, no dia seguinte, o décimo-quinto e dia da Páscoa judaica (Pessach). Esta contagem dos dias estaria correta de acordo com a noção moderna de que o dia começa à meia-noite, mas o dia judaico começava no pôr-do-sol e, portanto, o jantar de Páscoa, deste ponto de vista, ocorria no dia seguinte ao sacrifício. Ou Marcos está utilizando uma forma de contar o tempo diferente da judaica ou está novamente empregando a técnica narrativa que utilizou em Marcos 1:32, pela qual dois eventos temporalmente distintos são agrupados. Todos os evangelhos sinóticos concordam com Marcos na cronologia. João 19 (João 19:14), porém, afirma que a morte de Jesus ocorreu durante o sacrifício do cordeiro pascal, o que dataria sua morte no 14 de Nisan e, portanto, a Última Ceia não seria a ceia pascal.
O relato continua afirmando que dois discípulos não identificados foram até "a cidade", que, pelo contexto, pode ser Jerusalém ou Betânia. De acordo com a tradição, a Última Ceia foi realizada no Cenáculo no Monte Sião, no subúrbio de Jerusalém, uma área que abrigava uma grande comunidade de essênios, o que levou alguns acadêmicos a especular sobre a ligação entre Jesus e eles. Jesus prevê que eles serão recebidos por um «um homem, trazendo um cântaro de água» (Marcos 14:13) e que ele os levará à casa de um outro. Eles deverão dizer ao proprietário que "mestre pergunta" qual é o aposento que ele e seus discípulos cearão. Tudo ocorre como Jesus previu e eles «prepararam a páscoa» (Marcos 14:16). Jesus novamente demonstra seu controle sobre a situação ao prever o desenrolar dos acontecimentos. O dono da casa, por sua vez, parece conhecê-lo, pois "o mestre" faz sentido para ele, o que é uma indicação de que se tratava de um discípulo ou fiel.

A Última Ceia de Leonardo da Vinci
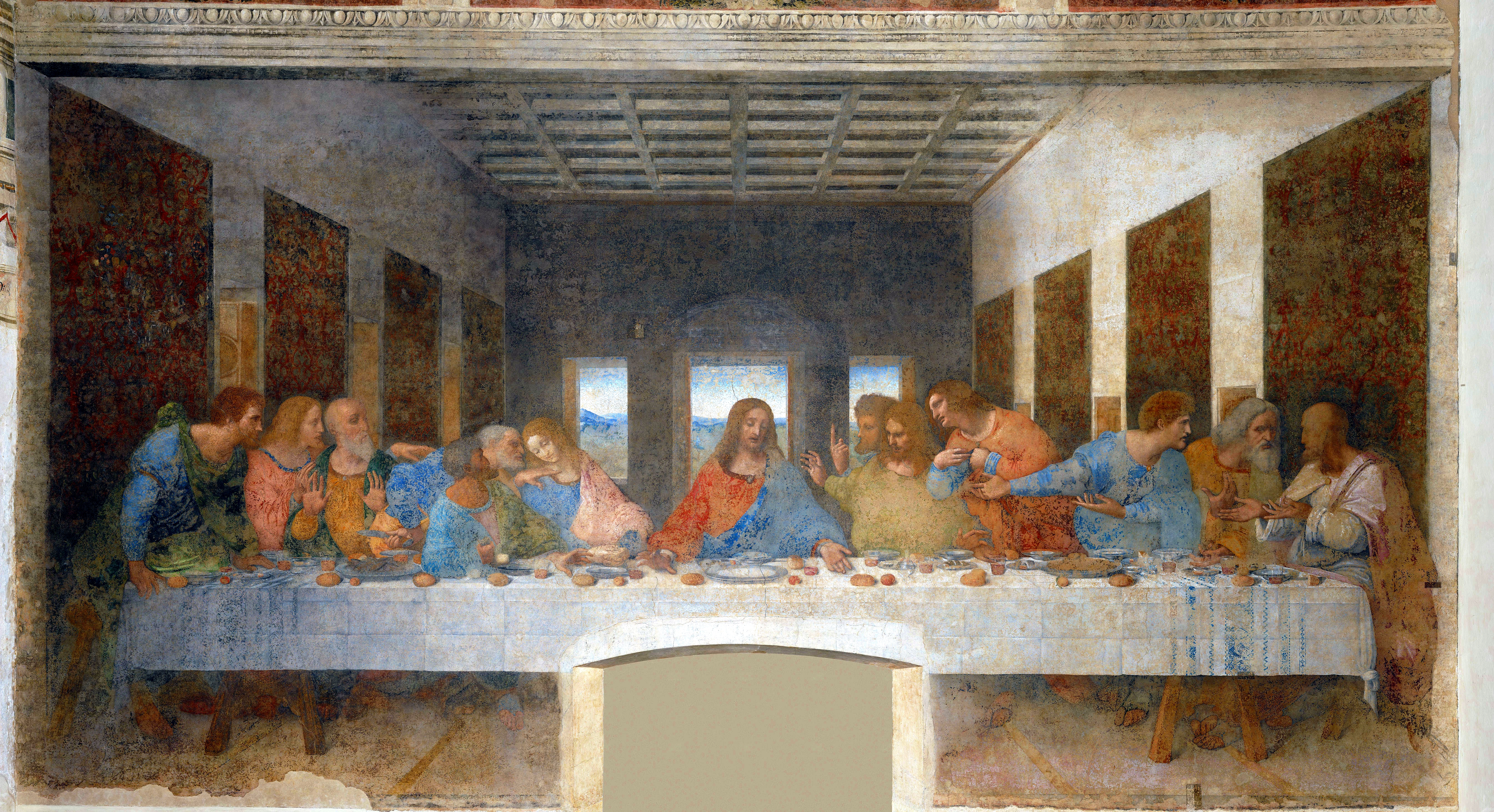

Jesus e os doze apóstolos chegam já de noite segundo Marcos. Como o novo dia judaico começa no pôr-do-sol, já é Páscoa e trata-se da ceia pascal. No relato de Marcos, Jesus subitamente afirma que um deles o trairá, o que provoca uma grande comoção, cada um tentando dizer antes do outro que não era ele. "É um dos doze", diz ele, «aquele que põe comigo a mão no prato. Pois o Filho do homem se vai, segundo está escrito a seu respeito; mas ai daquele por quem o Filho do homem é traído! Melhor seria para esse homem se não houvesse nascido» (Marcos 14:21). Marcos não diz o nome do traidor. Em Mateus, Jesus confirma que é Judas depois que ele tenta negar. Em João, Jesus dá a Judas o pão, o sinal de que ele era o traidor, e pede que ele saia para traí-lo.
Depois, Jesus toma o pão e o divide, agradece e entrega os pedaços aos apóstolos dizendo: «Tomai; este é o meu corpo» (Marcos 14:22). Em seguida, toma o cálice de vinho, agradece e o passa por todos dizendo: «Este é o meu sangue, o sangue da aliança, que é derramado por muitos. Em verdade vos digo que nunca mais beberei do fruto da videira, até aquele dia em que o hei de beber novo no reino de Deus.» (Marcos 14:23).
Os discípulos em seguida cantam antes partir de volta para o Monte das Oliveiras, uma forma de agradecimento comum nas festividades da Páscoa. 
Em seguida, Marcos volta a relatar os eventos da ceia e afirma que Jesus previu que seria abandonado pelos apóstolos. "A todos vós serei pedra de tropeço", disse ele, "pois está escrito: ferirei o pastor e as ovelhas ficarão dispersas" (Marcos 14:27). Mas, logo depois, prometeu ir ter com eles na Galileia.
Pedro, indignado, afirma que jamais deixará Jesus, mesmo que os outros o façam, mas Jesus afirma que naquela mesma noite Pedro negará conhecer Jesus por três vezes antes do galo cantar de manhã duas vezes. Pedro se recusa a acreditar e diz que seguirá Jesus mesmo que isso signifique sua própria morte e os apóstolos fazem o mesmo.

### Análise
Marcos traz relata apenas a versão direta, sem explicações, da instituição da Eucaristia, prensada entre dois relatos de traição. Esta simplicidade pode ser um sinal de que o público esperado de Marcos já conhecia a história da Última Ceia com mais detalhes do que Marcos relata. O relato de Mateus é quase idêntico, ao contrário de Lucas e João, que apresentam narrativas mais extensas.
O relato de João (em João 13 e 14) é o mais longo e concorda com Marcos nas profecias de traição e negação. Porém, além de não descrever um ritual eucarístico, João afirma que Jesus lavou os pés dos discípulos e traz muito mais detalhes sobre o que foi dito na ceia. Mas a principal diferença é o longo "Discurso de Adeus", que abrange os capítulos 15, 16 e 17 de João.

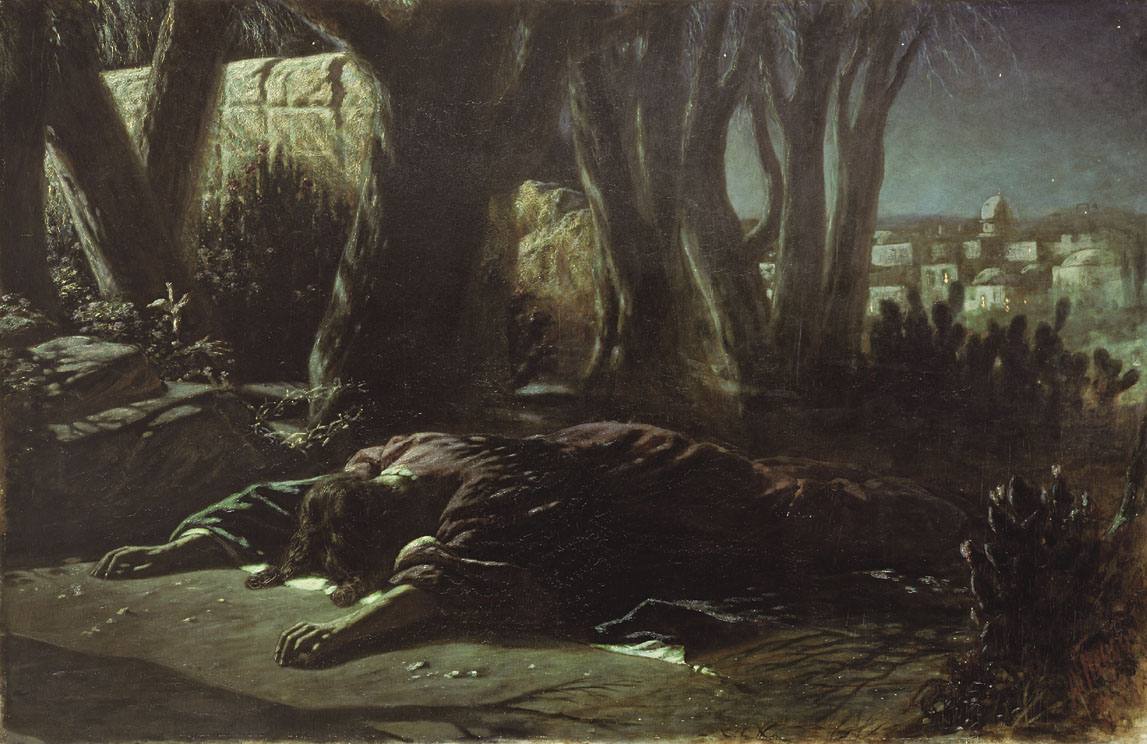
Jesus rezando no Horto, um dos eventos em Marcos 14.
1878. Por Vasily Perov..

Paulo também descreve a Última Ceia em I Coríntios 11 (I Coríntios 11:23–26), afirmando que Jesus partiu o pão e dividiu o vinho na noite de sua traição. Este é um dos poucos detalhes da vida de Jesus, com exceção de sua crucificação e ressurreição, que Paulo nos oferece em suas epístolas.

## Jardim de Getsêmani
Depois da ceia, vão todos para o Getsêmani (Γεθσημανει), provavelmente um bosque (ou "horto") de oliveiras localizado no limite do vale do Cédron, na região leste de Jerusalém, onde Jesus pede ao grupo que espere por ele enquanto ele realiza suas orações. De acordo com João e Lucas, Jesus e os discípulos frequentemente se encontravam ali. Marcos não relata se Judas estava ou não com o grupo neste ponto, mas, de acordo com João, Judas havia se separado deles a pedido de Jesus. Jesus leva consigo Pedro, Tiago e João e pede-lhes que fiquem alertas, pois «sua alma está numa tristeza mortal» (Marcos 14:34). Em sua oração, Jesus pede a Deus que o poupe do que está por vir:
| “ | «Aba, Pai, tudo te é possível; afasta de mim este cálice: todavia não seja o que eu quero, mas o que tu queres.» (Mateus 14:26) | ” |

Ele menciona o cálice que bebeu em Marcos 10 (Marcos 10:39). Depois de prever sua morte por três vezes — Marcos 8 (Marcos 8:31), Marcos 9 (Marcos 9:31) e Marcos 10 (Marcos 10:33–34) — Jesus agora afirma querer viver, mas, logo em seguida, pede a Deus que faça o que desejar, submetendo-se à vontade divina. Jesus revela total confiança em Deus, primeiro ao afirmar que Deus pode alterar seus planos mesmo neste ponto se desejar e, depois, ao afirmar que o que quer que seja que Deus decida é a decisão correta.
Quando ele volta aos companheiros, encontra-os dormindo e pergunta como é possível que eles não consigam permanecer acordados sequer por uma hora, pedindo-lhes em seguida que rezem para evitar a "tentação". Ele retorna às suas orações e pede a Deus o mesmo, somente para voltar e encontrá-los novamente dormindo. Os três acordam e, sem dizer uma palavra, vêem Jesus partindo novamente. Quando retorna, Jesus pede que se levantem «pois se aproxima aquele que me trai» (Marcos 14:42).
Judas chega com uma multidão de pessoas enviada pelos sumo sacerdotes, escribas e anciãos, mas Marcos não revela quem exatamente estava ali, ao passo que, de acordo com João, estavam ali soldados e "homens do Sinédrio". Judas se aproxima e dá um beijo em Jesus, um ato que, segundo Marcos, era o sinal pré-acordado entre o traidor e os que vieram prender Jesus. Jesus é capturado e um dos discípulos, cujo nome Marcos não revela, puxa sua espada e ataca um dos homens do sumo sacerdote, cortando-lhe fora uma orelha. Mateus e Lucas também não revelam o nome dele, mas João afirma que foi Pedro e conta ainda que o homem era um criado do sumo sacerdote Caifás chamado Malco. Segundo Lucas, Jesus cura o homem. Todos os evangelhos, com exceção de Marcos, afirmam que Jesus pede aos seus discípulos que não resistam à sua prisão.
Apesar de todos os discípulos terem jurado jamais deixá-lo, «todos o deixaram e fugiram» (Marcos 14:50). Marcos relata apenas que um jovem discípulo, vestindo nada mais do que um lençol, foi agarrado pela multidão, mas conseguiu se desvencilhar e fugiu nu. Este misterioso incidente aparece em apenas em Marcos e diversas teorias já surgiram sobre quem seria este discípulo. É possível que Marcos esteja falando de si próprio ou que seja o homem mencionado no controverso Evangelho Secreto de Marcos ou ainda o homem de roupas brancas encontrado no túmulo vazio de Jesus. Alguns defendem que trata-se nada mais do que uma metáfora para os discípulos, que estariam agora nus no mundo depois de abandonarem Jesus.
Judas não aparece mais no relato de Marcos. Segundo Mateus 27, ele se enforcou depois de tentar devolver o dinheiro aos sacerdotes. De acordo com Atos 1, Judas usou este dinheiro para comprar um campo (conhecido até hoje como Campo de Sangue), onde "caiu" e morreu.

## Sinédrio
Jesus, já preso, foi levado até os sumo sacerdotes, anciãos e escribas, o Sinédrio. Segundo Marcos, o grupo se reuniu na casa do sumo sacerdote e estavam presentes oito sacerdotes e muitos outros membros. Pedro, que vinha seguindo o grupo cautelosamente para não ser descoberto, entra no pátio da casa e senta-se perto de uma fogueira com alguns guardas.
De acordo Marcos, trata-se de um julgamento secreto noturno, uma raridade. Além disso, a casa do sumo sacerdote deve ter sido muito grande para conseguir abrigar a todos. Daniel J. Harrington defende que o episódio trata, na verdade, de uma simples audiência preliminar e não do julgamento em si. Ele também defende que Marcos estaria tentando aumentar o envolvimento dos judeus na morte de Jesus, reduzindo a responsabilidade do Império Romano.

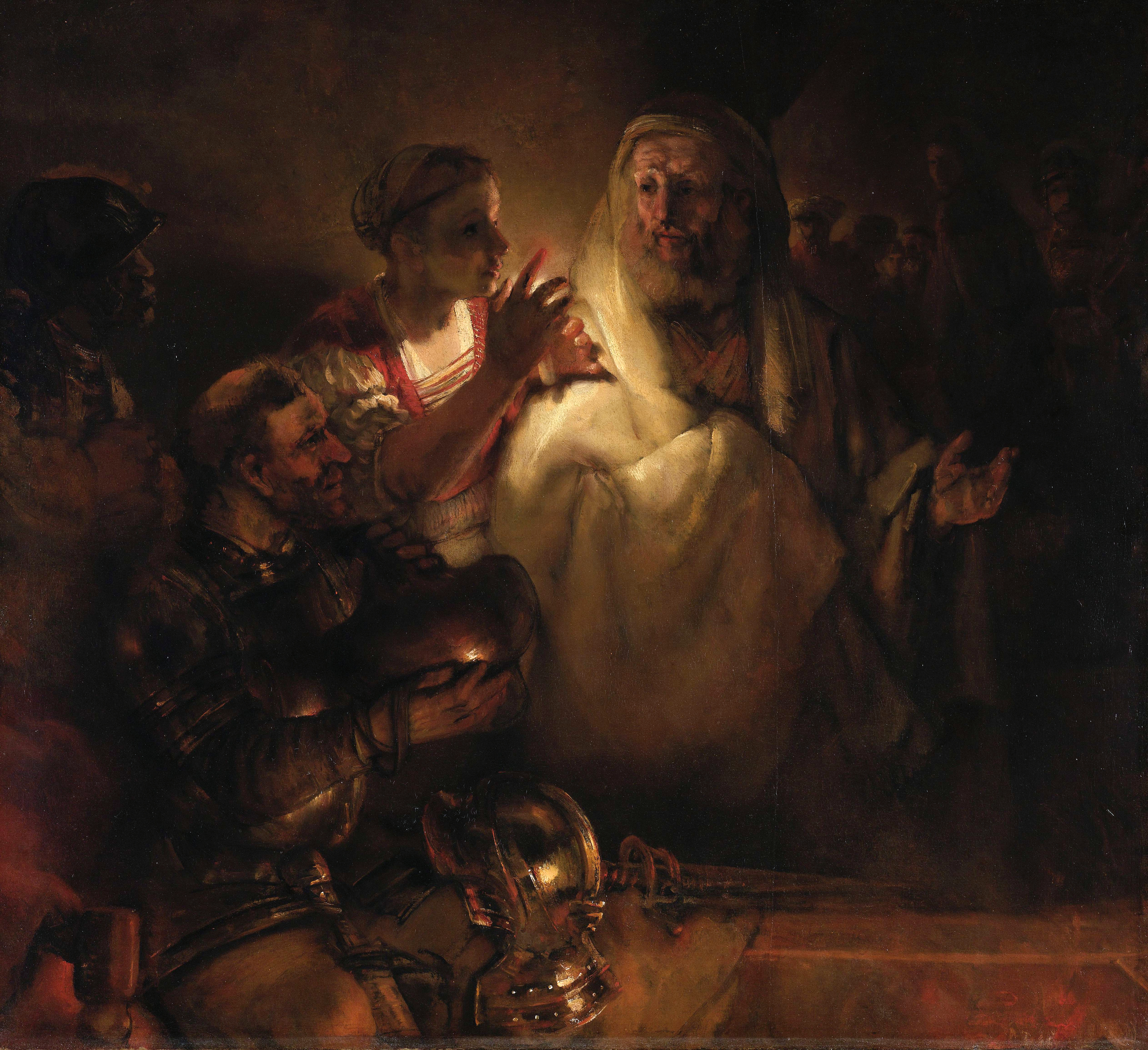
Pedro negando conhecer Jesus, um dos eventos de Marcos 14.
1660. Por Rembrandt, atualmente no Rijksmuseum em Amsterdã.

O relato de Mateus 26 (Mateus 26:57–68) concorda que seria um julgamento noturno. Em João 18 (João 18:12–24), o evento também ocorre na casa do sumo sacerdote, mas quem questiona Jesus primeiro é o sogro dele, Anás, e nada se diz se Caifás, o sumo sacerdote, teria ou não julgado Jesus, apenas que ele levou Jesus até Pôncio Pilatos. Lucas 22 (Lucas 22:63–71) acrescenta que Jesus foi surrado na casa do sumo sacerdote e que o julgamento só se iniciou na manhã seguinte.
O Sinédrio tentou encontrar evidências contra Jesus, mas, segundo Marcos, fracassa e apenas através de falso testemunho, incluindo a afirmação de que Jesus alegou ser capaz de destruir o Templo, mas mesmo elas não concordavam entre si.
O sumo sacerdote, cujo nome não é citado em Marcos, mas é certamente Caifás, pergunta ao próprio Jesus o que povo dizia em relação a ele, mas Jesus permaneceu mudo. Em seguida, Caifás pergunta Jesus diretamente se ele era «...o Cristo, o Filho do Deus Bendito» (Marcos 14:61). "Sou", respondeu Jesus. «Eu o sou; e vereis o Filho do homem sentado à mão direita do Todo-poderoso e vindo com as nuvens do céu» (Marcos 14:62). De acordo com Mateus, Jesus teria respondido diferente ("Sim, tu o dizes"). Segundo Lucas, a resposta foi "Estás correto ao dizer que sou".
O sumo sacerdote fica furioso e declara que Jesus blasfemara (vide Levítico 24:10–16 para a definição judaica), perguntando aos colegas o que achavam. Todos condenam Jesus, cospem em seu rosto e o vendam; surram-no e zombam dele pedindo que profetize alguma coisa. Os guardas então o levam para fora para surrá-lo.
Jesus previra que isto tudo aconteceria e, portanto, Marcos pode estar sendo irônico em sua narrativa ao relatar Jesus sendo condenado como falso profeta justamente quando suas profecias estão se realizando. Ele afirma ainda que o grupo todo condenou Jesus, mas relata no capítulo seguinte que José de Arimateia, um membro do Sinédrio, seria provavelmente um discípulo secreto. Segundo Lucas 23 (Lucas 23:51), ele não condenou Jesus.
Jesus finalmente se declarando como Filho de Deus no exato momento em que é condenado revela a centralidade da Paixão para o status de Jesus como Messias. Durante este julgamento (e no próximo) Jesus quase não se defende, exceto se autoproclamando Messias, Filho de Deus e rei dos judeus, o que pode estar relacionado com Isaías 53:7.

## Negações de Pedro
Enquanto Jesus era julgado, Pedro ainda esperava no pátio. Segundo João, estaria acompanhado de um outro discípulo. Uma das criadas do sumo sacerdote se aproxima dele e diz que Pedro também estava com Jesus, mas nega. Em João, ele teria negado conhecer Jesus pela primeira vez para conseguir entrar no pátio. Ele se afasta em direção do portão, mas ela grita para que todos ouçam que ele era de fato um dos seguidores de Jesus, o que ele novamente nega. No relato de Marcos, os que estavam ali parecem saber que ele era galileu, assumem que ele estaria com Jesus por isso e começam a amaldiçoá-lo. De acordo com Mateus, eles reconhecem seu sotaque. Ele nega conhecer Jesus pela terceira vez no exato momento que o galo canta pela segunda vez e se lembra imediatamente do que Jesus havia lhe dito, caindo no choro. De acordo com João, ele foi reconhecido por um homem que já estava no jardim do sumo sacerdote e que seria um parente de Malco (o soldado que ele atacou durante a prisão de Jesus). 

## Relação com outros evangelhos
Os episódios deste capítulo aparecem de forma quase idêntica em Mateus 26 e com algumas diferenças em Lucas 22. A prisão de Jesus no Getsêmani, seu julgamento e as negações de Pedro aparecem em João 18.